# Ulisses Jerevan FC
Ulisses Jerevan Football Club (arménsky: Ուլիս Ֆուտբոլային Ակումբ) byl arménský fotbalový klub sídlící ve městě Jerevan. Klub byl založen v roce 2000 jako Dinamo-2000 FC. Před zahájením jarní části sezóny 2015/16 klub oznámil odhlášení všech družstev ze svazových soutěží kvůli těžkým finančním potížím. Následně klub ohlásil, dle slov majitele Valerije Oganesjana, definitivní zánik.
Své domácí zápasy odehrával klub na stadionu republiky Vazgena Sargsjana s kapacitou 14 402 diváků.

## Získané trofeje
- Bardsragujn chumb ( 1x )
  - 2011

## Historické názvy
- 2000 – Dinamo-2000 FC (Dinamo-2000 Football Club)
- 2004 – Dinamo-Zenit Jerevan FC (Dinamo-Zenit Jerevan Football Club)
- 2006 – Ulisses Jerevan FC (Ulisses Jerevan Football Club)

## Umístění v jednotlivých sezonách
Zdroj: 
Legenda: Z - zápasy, V - výhry, R - remízy, P - porážky, VG - vstřelené góly, OG - obdržené góly, +/- - rozdíl skóre, B - body, červené podbarvení - sestup, zelené podbarvení - postup, světle fialové podbarvení - přesun do jiné soutěže
| Arménie (2000 – 2016) |                   |        |                                                                       |                                                                       |                                                                       |                                                                       |                                                                       |                                                                       |                                                                       |                                                                       |                                                                       |
| Sezóny                | Liga              | Úroveň | Z                                                                     | V                                                                     | R                                                                     | P                                                                     | VG                                                                    | OG                                                                    | +/-                                                                   | B                                                                     | Pozice                                                                |
| 2000                  | Aradżin chumb     | 2      | 16                                                                    | 5                                                                     | 3                                                                     | 8                                                                     | 23                                                                    | 32                                                                    | -9                                                                    | 18                                                                    | 6.                                                                    |
| 2001                  | Bardsragujn chumb | 1      | 22                                                                    | 4                                                                     | 4                                                                     | 14                                                                    | 18                                                                    | 48                                                                    | -30                                                                   | 16                                                                    | 9.                                                                    |
| 2002                  | Bardsragujn chumb | 1      | 28                                                                    | 3                                                                     | 3                                                                     | 16                                                                    | 19                                                                    | 63                                                                    | -44                                                                   | 12                                                                    | 10.                                                                   |
| 2003                  | Bardsragujn chumb | 1      | 28                                                                    | 5                                                                     | 4                                                                     | 19                                                                    | 18                                                                    | 69                                                                    | -51                                                                   | 19                                                                    | 8.                                                                    |
| 2004                  | Bardsragujn chumb | 1      | 28                                                                    | 7                                                                     | 6                                                                     | 15                                                                    | 23                                                                    | 51                                                                    | -28                                                                   | 27                                                                    | 8.                                                                    |
| 2005                  | Bardsragujn chumb | 1      | 20                                                                    | 2                                                                     | 2                                                                     | 16                                                                    | 12                                                                    | 41                                                                    | -29                                                                   | 8                                                                     | 6.                                                                    |
| 2006                  | Bardsragujn chumb | 1      | 28                                                                    | 5                                                                     | 2                                                                     | 21                                                                    | 31                                                                    | 66                                                                    | -35                                                                   | 17                                                                    | 8.                                                                    |
| 2007                  | Bardsragujn chumb | 1      | 28                                                                    | 8                                                                     | 6                                                                     | 14                                                                    | 21                                                                    | 46                                                                    | -25                                                                   | 30                                                                    | 7.                                                                    |
| 2008                  | Bardsragujn chumb | 1      | 28                                                                    | 7                                                                     | 8                                                                     | 13                                                                    | 19                                                                    | 29                                                                    | -10                                                                   | 29                                                                    | 6.                                                                    |
| 2009                  | Bardsragujn chumb | 1      | 28                                                                    | 16                                                                    | 5                                                                     | 7                                                                     | 47                                                                    | 25                                                                    | +22                                                                   | 53                                                                    | 3.                                                                    |
| 2010                  | Bardsragujn chumb | 1      | 28                                                                    | 17                                                                    | 4                                                                     | 7                                                                     | 44                                                                    | 23                                                                    | +21                                                                   | 55                                                                    | 3.                                                                    |
| 2011<                 | Bardsragujn chumb | 1      | 28                                                                    | 15                                                                    | 8                                                                     | 5                                                                     | 38                                                                    | 22                                                                    | +16                                                                   | 53                                                                    | 1.                                                                    |
| 2012/13               | Bardsragujn chumb | 1      | 42                                                                    | 11                                                                    | 12                                                                    | 19                                                                    | 41                                                                    | 50                                                                    | -9                                                                    | 45                                                                    | 6.                                                                    |
| 2013/14               | Bardsragujn chumb | 1      | 28                                                                    | 7                                                                     | 4                                                                     | 17                                                                    | 21                                                                    | 46                                                                    | -25                                                                   | 25                                                                    | 7.                                                                    |
| 2014/15               | Bardsragujn chumb | 1      | 28                                                                    | 15                                                                    | 5                                                                     | 8                                                                     | 43                                                                    | 32                                                                    | +11                                                                   | 50                                                                    | 2.                                                                    |
| 2015/16               | Bardsragujn chumb | 1      | Klub se odhlásil před zahájením jarní části, výsledky byly anulovány. | Klub se odhlásil před zahájením jarní části, výsledky byly anulovány. | Klub se odhlásil před zahájením jarní části, výsledky byly anulovány. | Klub se odhlásil před zahájením jarní části, výsledky byly anulovány. | Klub se odhlásil před zahájením jarní části, výsledky byly anulovány. | Klub se odhlásil před zahájením jarní části, výsledky byly anulovány. | Klub se odhlásil před zahájením jarní části, výsledky byly anulovány. | Klub se odhlásil před zahájením jarní části, výsledky byly anulovány. | Klub se odhlásil před zahájením jarní části, výsledky byly anulovány. |

## Účast v evropských pohárech
| Ročník  | Soutěž             | Kolo        | Klub                    | Doma | Venku | Celkem |
| ------- | ------------------ | ----------- | ----------------------- | ---- | ----- | ------ |
| 2010/11 | Evropská liga UEFA | 1. předkolo | Bnej Jehuda Tel-Aviv FC | 0:0  | 0:1   | 0:1    |
| 2011/12 | Evropská liga UEFA | 1. předkolo | Ferencvárosi TC         | 0:2  | 0:3   | 0:5    |
| 2012/13 | Liga mistrů UEFA   | 2. předkolo | FC Sheriff Tiraspol     | 0:1  | 0:1   | 0:2    |
| 2015/16 | Evropská liga UEFA | 1. předkolo | Birkirkara FC           | 0:0  | 1:3   | 1:3    |

## Ulisses-2
Ulisses-2 byl rezervní tým Ulissesu, hrající naposled v sezóně 2015/16 Aradżin chumb (2. nejvyšší soutěž). Největšího úspěchu dosáhl klub v sezóně 2011, kdy se v Aradżin chumb (2. nejvyšší soutěž) umístil na 4. místě. Rezervní tým zaniká v roce 2016.

### Umístění v jednotlivých sezonách
Zdroj: 
Legenda: Z - zápasy, V - výhry, R - remízy, P - porážky, VG - vstřelené góly, OG - obdržené góly, +/- - rozdíl skóre, B - body, červené podbarvení - sestup, zelené podbarvení - postup, světle fialové podbarvení - přesun do jiné soutěže
| Arménie (2002 – 2016)                                                     |               |        |                                                                       |                                                                       |                                                                       |                                                                       |                                                                       |                                                                       |                                                                       |                                                                       |                                                                       |
| Sezóny                                                                    | Liga          | Úroveň | Z                                                                     | V                                                                     | R                                                                     | P                                                                     | VG                                                                    | OG                                                                    | +/-                                                                   | B                                                                     | Pozice                                                                |
| 2002                                                                      | Aradżin chumb | 2      | 30                                                                    | 4                                                                     | 3                                                                     | 23                                                                    | 20                                                                    | 70                                                                    | -50                                                                   | 15                                                                    | 16.                                                                   |
| V letech 2003 – 2007 byl klub neaktivní.                                  |               |        |                                                                       |                                                                       |                                                                       |                                                                       |                                                                       |                                                                       |                                                                       |                                                                       |                                                                       |
| V letech 2008 – 2014 působil rezervní tým pod názvem FC Šengavit Jerevan. |               |        |                                                                       |                                                                       |                                                                       |                                                                       |                                                                       |                                                                       |                                                                       |                                                                       |                                                                       |
| 2014/15                                                                   | Aradżin chumb | 2      | 28                                                                    | 8                                                                     | 2                                                                     | 18                                                                    | 49                                                                    | 86                                                                    | -37                                                                   | 26                                                                    | 6.                                                                    |
| 2015/16                                                                   | Aradżin chumb | 2      | Klub se odhlásil před zahájením jarní části, výsledky byly anulovány. | Klub se odhlásil před zahájením jarní části, výsledky byly anulovány. | Klub se odhlásil před zahájením jarní části, výsledky byly anulovány. | Klub se odhlásil před zahájením jarní části, výsledky byly anulovány. | Klub se odhlásil před zahájením jarní části, výsledky byly anulovány. | Klub se odhlásil před zahájením jarní části, výsledky byly anulovány. | Klub se odhlásil před zahájením jarní části, výsledky byly anulovány. | Klub se odhlásil před zahájením jarní části, výsledky byly anulovány. | Klub se odhlásil před zahájením jarní části, výsledky byly anulovány. |